# Loganbes
Loganbes (Rubus ×loganobaccus) is een nothospecies uit het geslacht braam. Het betreft de hybride tussen framboos (Rubus idaeus) en Rubus ursinus.

## Geschiedenis
De kruising ontstond per ongeluk in 1880 of 1881. Het was indertijd gebruikelijk om soorten bessen te kruisen om varianten te creëren die commercieel gezien interessanter waren. James Harvey Logan, een rechter in de Californische stad Santa Cruz, zaaide bramenzaadjes uit naast een frambozenstruik. Beide planten bloeien tegelijk. Het ontstane zaad werd door Logan geplant en uit de 50 zaailingen ontstonden enkele nieuwe soorten. Een hiervan was loganbes; bij de overige 49 bevond zich onder meer de reuzenbraam (de langste van alle soorten die ooit ontstonden).
Logans originele loganbes werd in Europa geïntroduceerd in 1897. De stekelvrije variant, 'American Thornless' werd ontwikkeld in 1933.

## Gebruik
Van loganbes worden hoofdzakelijk de (samengestelde) vruchten voor consumptiedoeleinden gebruikt. Rijpe vruchten hebben een fijn, zuur aroma; onrijpe vruchten worden dikwijls als te zuur beschouwd. Van de vruchten wordt onder andere jam of gelei gemaakt. Van de bladeren kan men thee zetten.

## Fotogalerij

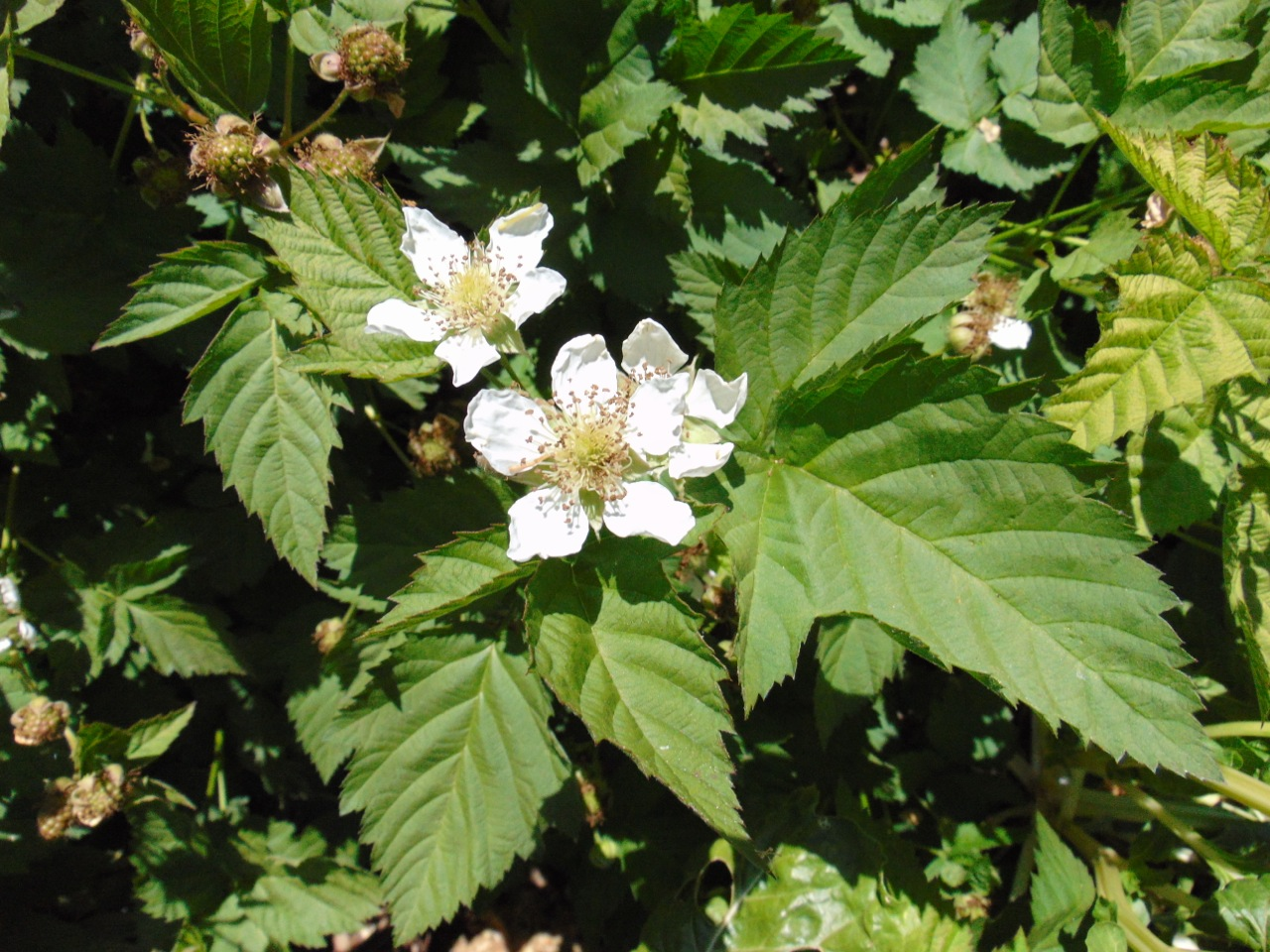
Close-up van een bloeiend exemplaar
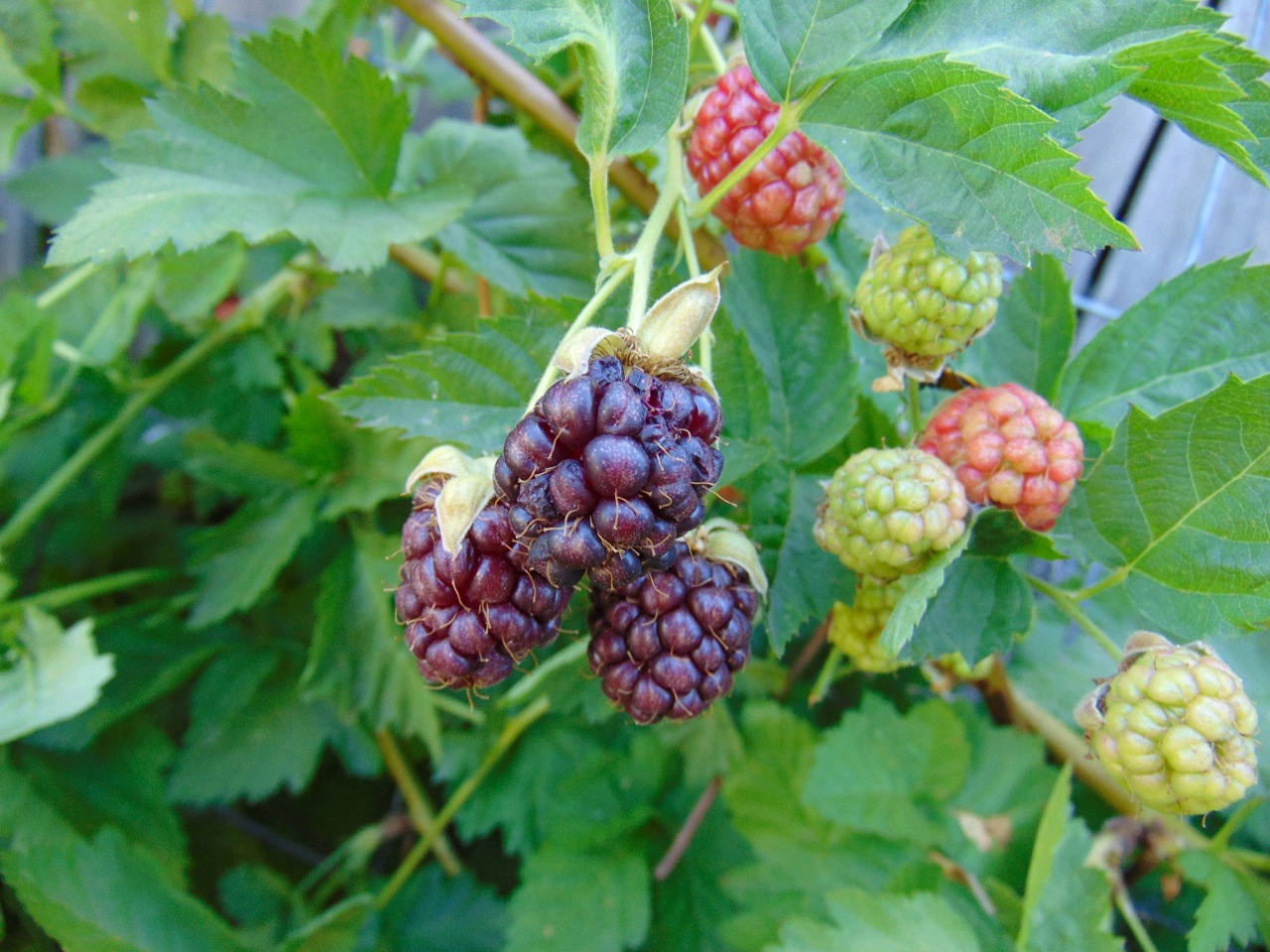
Close-up van een vruchtdragend exemplaar